# Beach Head
Beach Head und Beach Head II: The Dictator Strikes Back! sind Computerspiele, die 1983 bzw. 1985 für den Heimcomputer Commodore 64 veröffentlicht wurden. Sie wurden von Bruce Carver für Access Software programmiert. Beide Teile wurden auf diverse Heimcomputer portiert.

## Spielinhalt

### Beach Head
Der Spieler übernimmt in Beach Head das Kommando für eine militärische Invasion auf einer von einem Diktator kontrollierten Insel. In verschiedenen Spielabschnitten steuert der Spieler dabei Kriegsschiffe und Panzer. In einer Phase des Spiels bedient der Spieler z. B. die Waffensysteme eines Kriegsschiffs und versucht zunächst, feindliche Flugzeuge abzuschießen und später die Schiffe der gegnerischen Flotte zu versenken.

### Beach Head II
Im Nachfolger Beach Head II: The Dictator Strikes Back! treten zwei Parteien gegeneinander an. Als Fallschirmspringer angreifende Soldaten werden von den Truppen des Diktators mit einem Maschinengewehr attackiert. Die Angreifer müssen dabei über Hindernismauern springen, können jedoch noch zusätzlich Handgranaten auf den Gegner werfen. Markant sind die für die Zeit ungewöhnlich realistischen Soundeffekte: Getroffene Soldaten geben z. B. „I'm Hit!“, „Medic!“, oder Schmerzensschreie von sich. Der Diktator ruft: „You can't hurt me“ wenn der Spieler ihn beim finalen Messerwurfduell trifft.
Die Amstrad-Version hatte keine Sprachsamples.

## Nachfolger
- Beach Head 2000
- Beach Head 2002

## Indizierung
In Deutschland stand Beach Head von August 1985 bis Juli 2010 auf der Liste der jugendgefährdenden Medien. Die Streichung von der Liste erfolgte, da seit Aufnahme 25 Jahre vergangen waren.
Beach Head ist damit eines der ersten Computerspiele, das in der Bundesrepublik Deutschland indiziert wurde.
Beach Head II war in Deutschland ab November 1985 indiziert: Zunächst vorläufig für zwei Monate gemäß §15 des zum damaligen Zeitpunkt geltenden GjS, und dauerhaft ab Januar 1986. Im Oktober 2010 wurde das Spiel gemäß §18 Absatz 7 JuSchG von der Liste gestrichen.
Während der Zeit der Indizierung durften die Spiele in Deutschland nur unter Auflagen vermarktet werden. Werbung und Verkauf durfte nur für volljährigen Personen zugänglich sein.

## Rezeption
Die ASM hielt für die Commodore-16-Fassung des Spiels fest, dass aus Gründen mangelnden Speicherplatzes „einige Sequenzen des Abschlachtens und der Kriegsverherrlichung“ gestrichen bzw. durch „amüsante“ Umschreibungen ersetzt wurden. Die so entschärften Kampfsequenzen hätten einen gewissen Reiz, die Grafik sei nicht schlecht, der Sound hingegen dürftig. In Summe sei die C16-Portierung ein „halbwegs gutes Programm“.
Die C64-Version des Computerspieles Beach Head 2 war ein Sizzler und erhielt 90 % in der Gesamtwertung in der Ausgabe 4 von Zzap!64. Die Spectrum Version des Heimcomputerspiels Beach Head 2 erhielt weniger hohe 74 % im Schwestermagazin, Crash.